# Сук-Ляхад
Сук-Ляхад або Сук-ель-Ахед (араб. سوق الأحد) - місто та комуна в Тунісі. Розташоване у вілаєті Кебілі та у регіоні Нафзава. Адміністративний центр округу Сук-Ляхад.

## Назва
Назва «Сук-ель-Ахед» дослівно перекладається з арабської мови як «ринок неділі», перший день мусульманського календаря.

## Економіка
У місті розвивається сільське господарство та легка промисловість. Також розвивається пустельний туризм. Є готель.
| Туніс | Це незавершена стаття з географії Тунісу. Ви можете допомогти проєкту, виправивши або дописавши її. |